# Hydropsyche batavorum
Hydropsyche batavorum là một loài Trichoptera trong họ Hydropsychidae. Chúng phân bố ở miền Cổ bắc.